# Morfism
În matematică, în special în teoria categoriilor, un morfism este o structură care conservă aplicația de la o structură matematică la alta de același tip. Noțiunea de morfism apare des în matematica contemporană. În teoria mulțimilor, morfismele sunt funcții, în algebra liniară sunt transformări liniare, în teoria grupurilor sunt omomorfisme de grupuri, în topologie sunt funcții continue etc.
În teoria categoriilor, morfismul este o noțiune similară: obiectele matematice implicate nu trebuie să fie mulțimi, iar relațiile dintre ele pot fi altceva decât aplicații, deși morfismele dintre obiectele unei categorii date trebuie să se comporte similar cu aplicațiile în sensul că trebuie să admită o operație asociativă similară cu compunerea funcțiilor⁠(d). Un morfism în teoria categoriilor este o abstractizare a unui omomorfism.
Studiul morfismelor și al structurilor (numite „obiecte”) pe care sunt definite este un aspect central în teoria categoriilor. O mare parte a terminologiei morfismelor, precum și a intuiției care stă la baza lor provine din categoriile concrete, unde obiectele sunt pur și simplu mulțimi cu o anumită structură suplimentară, iar morfismele  sunt funcții de conservare a structurii.

## Definiție
O categorie C constă din două clase, una de obiecte și cealaltă de morfisme. Există două obiecte care sunt asociate fiecărui morfism, domeniul (sursa) și codomeniul (ținta). Un morfism f cu domeniul X și codomeniul Y este notat f : X → Y și este reprezentat schematic printr-o săgeată de la X la Y.
Pentru multe categorii comune, obiectele sunt mulțimi (adesea cu o anumită structură suplimentară), iar morfismele sunt funcții de la un obiect la alt obiect. Prin urmare, sursa și ținta sunt adesea numite domeniul morfismului, respectiv codomeniul morfismului.
Morfismele admit o operație binară, numită compunere. Compunerea a două morfisme f și g este bine definită atunci când ținta lui f este sursa lui g și este notată g ∘  f  (sau uneori pur și simplu  gf ). Sursa lui  g  ∘  f  este sursa lui  f , iar ținta lui g ∘ f este ținta lui g. Compunerea satisface două axiome:
IdentitatePentru fiecare obiect X, există un morfism idX :X → X numit morfism identic pe X, astfel încât pentru fiecare morfism f : A → B există idB ∘ f = f = f ∘ idA.
Asociativitateh ∘ (g ∘ f) = (h ∘ g) ∘ f ori de câte ori toate compunerile sunt definite, adică atunci când ținta lui f este sursa lui g, iar ținta lui g este sursa lui h.
Pentru o categorie concretă (o categorie în care obiectele sunt mulțimi, eventual cu structură suplimentară, iar morfismele sunt funcții de conservare a structurii), morfismul identic este doar funcția identitate, iar compunerea este doar compunerea obișnuită de funcții.

Diagramă comutativă pentru morfisme

Compunerea morfismelor este adesea reprezentată de o diagramă comutativă, cum se vede în imaginea de alături.

## Morfisme particulare

### Monomorfisme și epimorfisme
Un morfism f: X → Y se numește monomorfism dacă f ∘ g1 = f ∘ g2 implică g1 = g2 pentru orice morfism g1, g2: Z → X. Un monomorfism poate fi numit pe scurt un mono și se întâlnește termenul monic ca adjectiv. Un morfism f are un invers la stânga dacă există un morfism g : Y → X astfel încât g ∘ f = idX. Prin urmare f ∘ g: Y → Y este idempotent, adică (f ∘ g)2 = f ∘ (g ∘ f) ∘ g = f ∘ g. Inversul la stânga g se numește retracția lui f.
Morfismele cu invers la stânga sunt întotdeauna monomorfisme, dar afirmația inversă nu este adevărată întotdeauna; un monomorfism poate să nu aibă un invers la stânga. În categorii concrete, o funcție care are inversă la stânga este injectivă. Astfel, în categoriile concrete, monomorfismele sunt adesea, dar nu întotdeauna, injective. Condiția de a fi o injecție este mai puternică decât aceea de a fi un monomorfism, dar mai slabă decât aceea de a fi un monomorfism cu invers la stânga.
Dualul unui monomorfism, un morfism f: X → Y se numește epimorfism dacă g1 ∘ f = g2 ∘ f implică g1 = g2 pentru orice morfisme g1, g2: Y → Z. Un epimorfism poate fi numit pe scurt un epi și se întâlnește termenul epic ca adjectiv. Un morfism f are un invers la dreapta dacă există un morfism g: Y → X astfel încât f ∘ g = idY. Înversul la dreapta g se numește secțiunea lui f. Morfismele care au un invers la dreapta sunt întotdeauna epimorfisme, dar afirmația inversă nu este adevărată întotdeauna; un epimorfism poate să nu aibă un invers la dreapta.
Un morfism care este atât monomorfism cât și epimorfism se numește bimorfism.

### Izomorfisme
Un morfism f: X → Y se numește izomorfism dacă există un morfism g: Y → X astfel încât f ∘ g = idY și g ∘ f = idX. Dacă un morfism are atât invers la stânga cât și la dreapta, atunci aceste inverse sunt egale, astfel că f este un izomorfism, iar g este numit, simplu, inversul lui f. Inversul unui morfism, dacă există, este unic. Inversul g este și el un izomorfism, al cărui invers este f. Două obiecte între care relația este de izomorfism se spune că sunt izomorfe.
În timp ce orice izomorfism este un bimorfism, un bimorfism nu este neapărat un izomorfism. De exemplu, în categoria inelelor comutative aplicația Z → Q este un bimorfism care nu este un izomorfism. Totuși, orice morfism care este atât un epimorfism, cât și un monomorfism retractabil, sau ambele un monomorfism și un epimorfism secționabil, trebuie să fie un izomorfism. O categorie în care orice bimorfism este un izomorfism este cunoscută drept o categorie echilibrată.

### Endomorfisme și automorfisme
Un endomorfism este un morfism f: X → X (adică un morfism cu sursa și ținta identice) pe X.
Un automorfism este un morfism care este atât un endomorfism cât și un izomorfism. În orice categorie automorfismele unui obiect formează întotdeauna un grup, numit grupul de automorfisme al obiectului.

## Exemple
- În categoriile concrete studiate în algebra universală (grupuri, inele, module⁠(d) etc.) morfismele sunt de obicei omomorfisme. La fel, noțiunile de automorfism, endomorfism, epimorfism, omeomorfism⁠(d), izomorfism și monomorfism toate își găsesc aplicarea în algebra universală.
- În categoria spațiilor topologice morfismele sunt funcții continue și izomorfismele sunt numite homeomorfisme.
- În categoria varietăților netede morfismele sunt funcții netede iar izomorfismele sunt numite difeomorfisme.
- În categoriile mici morfismele sunt functori.
- În categoria functorilor morfismele sunt transformări naturale⁠(d).